# Cajanus goensis
Cajanus goensis là một loài thực vật có hoa trong họ Đậu. Loài này được Dalzell miêu tả khoa học đầu tiên.